# 金子真也
金子 真也（かねこ しんや、1972年7月4日 - ）は競輪選手。日本競輪選手会群馬支部に在籍。

## 経歴
群馬県立前橋工業高等学校時代の1990年、稲村成浩らとのカルテットで全国高等学校総合体育大会自転車競技大会のイタリアンチームレースの優勝に貢献。
1991年、稲村とともに日本競輪学校第69期生として同校に入学。師匠は稲村の父・稲村雅士。
1992年4月9日、一宮競輪場でデビューし初勝利も同日。
1998年の高松宮記念杯競輪において、特別競輪（現在のGI）初優出（9着）。
その2年後の2000年の同大会決勝では、最終4角9番手の位置から、当時選手間でよく言われていた、大津びわこ競輪場の『びわこ道』を利して直線で一気に伸び、2着の太田真一に2車身の差をつける快勝で、特別競輪初制覇を果たした。また、同年の寛仁親王牌でも決勝進出（7着）を果たし、さらに同年のKEIRINグランプリにも出場した（7着）。